# Fleurey-sur-Ouche
Fleurey-sur-Ouche és un municipi francès, situat al departament de la Costa d'Or i a la regió de Borgonya - Franc Comtat. L'any 2007 tenia 1.183 habitants.

## Demografia

### Població
El 2007 la població de fet de Fleurey-sur-Ouche era de 1.183 persones. Hi havia 454 famílies, de les quals 92 eren unipersonals (40 homes vivint sols i 52 dones vivint soles), 177 parelles sense fills, 173 parelles amb fills i 12 famílies monoparentals amb fills.
La població ha evolucionat segons el següent gràfic:
Habitants censats

### Habitatges
El 2007 hi havia 503 habitatges, 456 eren l'habitatge principal de la família, 22 eren segones residències i 24 estaven desocupats. 470 eren cases i 32 eren apartaments. Dels 456 habitatges principals, 382 estaven ocupats pels seus propietaris, 66 estaven llogats i ocupats pels llogaters i 8 estaven cedits a títol gratuït; 3 tenien una cambra, 28 en tenien dues, 54 en tenien tres, 101 en tenien quatre i 269 en tenien cinc o més. 355 habitatges disposaven pel capbaix d'una plaça de pàrquing. A 159 habitatges hi havia un automòbil i a 264 n'hi havia dos o més.

### Piràmide de població
La piràmide de població per edats i sexe el 2009 era:
| Homes | Edats   | Dones |
| ----- | ------- | ----- |
| 0     | 95 o +  | 0     |
| 4     | 90 a 94 | 16    |
| 4     | 85 a 89 | 12    |
| 12    | 80 a 84 | 4     |
| 12    | 75 a 79 | 24    |
| 20    | 70 a 74 | 20    |
| 20    | 65 a 69 | 20    |
| 40    | 60 a 64 | 40    |
| 36    | 55 a 59 | 24    |
| 40    | 50 a 54 | 56    |
| 52    | 45 a 49 | 48    |
| 60    | 40 a 44 | 60    |
| 48    | 35 a 39 | 48    |
| 32    | 30 a 34 | 40    |
| 12    | 25 a 29 | 16    |
| 32    | 20 a 24 | 24    |
| 56    | 15 a 19 | 44    |
| 68    | 10 a 14 | 28    |
| 32    | 5 a 9   | 48    |
| 16    | 0 a 4   | 44    |

## Economia
El 2007 la població en edat de treballar era de 790 persones, 577 eren actives i 213 eren inactives. De les 577 persones actives 541 estaven ocupades (276 homes i 265 dones) i 36 estaven aturades (22 homes i 14 dones). De les 213 persones inactives 117 estaven jubilades, 70 estaven estudiant i 26 estaven classificades com a «altres inactius».

### Ingressos
El 2009 a Fleurey-sur-Ouche hi havia 445 unitats fiscals que integraven 1.112 persones, la mediana anual d'ingressos fiscals per persona era de 23.785 €.

### Activitats econòmiques
Dels 52 establiments que hi havia el 2007, 2 eren d'empreses alimentàries, 1 d'una empresa de fabricació de material elèctric, 1 d'una empresa de fabricació d'altres productes industrials, 4 d'empreses de construcció, 8 d'empreses de comerç i reparació d'automòbils, 4 d'empreses de transport, 7 d'empreses d'hostatgeria i restauració, 1 d'una empresa d'informació i comunicació, 2 d'empreses financeres, 2 d'empreses immobiliàries, 6 d'empreses de serveis, 11 d'entitats de l'administració pública i 3 d'empreses classificades com a «altres activitats de serveis».
Dels 14 establiments de servei als particulars que hi havia el 2009, 1 era una oficina de correu, 1 una oficina bancària, 2 tallers de reparació d'automòbils i de material agrícola, 1 taller d'inspecció tècnica de vehicles, 2 fusteries, 1 lampisteria, 1 electricista, 2 perruqueries i 3 restaurants.
Dels 4 establiments comercials que hi havia el 2009, 1 era una botiga de menys de 120 m², 1 una peixateria, 1 una botiga de roba i 1 una botiga de material de revestiment de parets i terra.
L'any 2000 a Fleurey-sur-Ouche hi havia 5 explotacions agrícoles.

## Equipaments sanitaris i escolars
L'únic equipament sanitari que hi havia el 2009 era una farmàcia.
El 2009 hi havia 1 escola maternal i 1 escola elemental.

## Poblacions properes
El següent diagrama mostra les poblacions més properes.